# ملخ قهوه
ملخ قهوه (انگلیسی: Aularches) یک گونه  ملخ از جنس  Aularches، متعلق به خانواده ملخ‌های جلفاست.